# Anna Catharina Wefverstedt
Anna Catharina Wefverstedt eller Wefwerstedt, gift Stiernman, född 11 november 1704 på Utö, död 11 augusti 1753, var en svensk översättare.

## Biografi
Anna Catharina Wefverstedt var dotter till gruvdirektören vid Utö gruvor Mathias Wefverstedt och Anna Catharina Gladsten, och syster till krigsrådet Johan Anders Wefverstedt. År 1732 gifte hon sig med Anders Anton von Stiernman. Anna Catharina Wefverstedts och Anders Antons von Stiernmans dotter Andreetta Catharina Stiernman gifte sig 1766 med biskop Olof Celsius den yngre.
De flesta av Anna Catharina Wefverstedts översättningar gjordes troligen anonymt, något som på den tiden var det vanliga. 1754, året efter hennes död, utgavs hennes översättning från danskan av Michael Sørensen Leighs uppbyggelseskrift Gileads salfwa emot dödsens sår. Det är; christerliga och hjertrörande betraktelser öfwer döden. I översättningen har hon gjort ett långt tillägg, en helt genrefrämmande utvikning om Christiana Oxenstiernas kärleksaffär och giftermål med en icke adlig man, Nicolaus Bergius.

## Eftermäle
Anders Anton Stiernman upptog henne i essän ”Anmärkningar om några lärda och namnkunniga svenska fruentimmer”, där det bland annat stod att hon ägde “insigt i språk och witterhet och sysselsatte, under et sjukligt tilstånd, sin tankekraft med de wigtigaste ämnen”. Hon var länge känd som ett exempel på "lärda kvinnor". Enligt Wilhelmina Stålberg sades hon ha ägt "mycken bildning och verklig lärdom".